# Occupation de la France par l'Allemagne pendant la Seconde Guerre mondiale
Pour les articles homonymes, voir Occupation de la France par l'Allemagne.
Pour les autres pays occupés par le Troisième Reich, voir Europe sous domination nazie.
L'occupation de la France par l'Allemagne pendant la Seconde Guerre mondiale, couramment appelée l'Occupation, est un épisode de l'histoire de France durant lequel l'Allemagne nazie occupe militairement le territoire métropolitain français. L'Occupation commence avec l'armistice du 22 juin 1940 et s'achève progressivement avec la libération de la Corse en octobre 1943 puis de la France continentale à partir de juin (bataille de Normandie) et août 1944 (débarquement de Provence) pour ne se terminer qu'en mars 1945 (opération Undertone qui libère le pays de Bitche et d'Outre-forêt). Il est à noter que les ports de Dunkerque, Lorient et Saint-Nazaire ne seront libérés qu'après la signature de l’acte de capitulation sans condition par la reddition de leur garnison Allemande en mai 1945.
Durant cette période, du point de vue territorial, il résulte de la convention d'armistice (en particulier en ses articles 2 et 3) que la France métropolitaine est divisée en deux parties par une ligne de démarcation, la zone occupée par les Forces armées du IIIe Reich au nord et la zone dite « libre » au sud. L'empire fait partie de la zone libre. La souveraineté française s'exerce sur l'ensemble du territoire,, y compris la zone occupée et l'Empire qui demeurent sous l'autorité du gouvernement français dirigé par le maréchal Pétain, président du Conseil jusqu'au 10 juillet 1940, puis chef de l'État dans le cadre du régime de Vichy.
De fait, le pays se trouve inféodé à l'Allemagne nazie. Comme tous les pays occupés, la France fait l'objet d'un pillage économique, humain et territorial (annexion de facto de l'Alsace-Moselle). Le régime de Vichy, qui s'oriente rapidement vers une politique de collaboration, soutient la politique de lutte contre la Résistance et mène de manière autonome la persécution des Juifs, puis contribue à leur déportation en Allemagne et en Pologne occupée. Cette situation de soumission s'accentue lorsque, en novembre 1942, la zone sud est occupée, à la suite du débarquement des Alliés en Afrique du Nord française (Maroc et Algérie). À la libération en 1944, le général de Gaulle déclare le régime de Vichy « illégitime, nul et non avenu », mais il faudra attendre 1995 pour qu'un président de la république, Jacques Chirac, reconnaisse la responsabilité de la France durant cette période dans la persécution et la déportation des Juifs.
La vie en France sous l'occupation allemande se caractérise par la pénurie et par la répression.

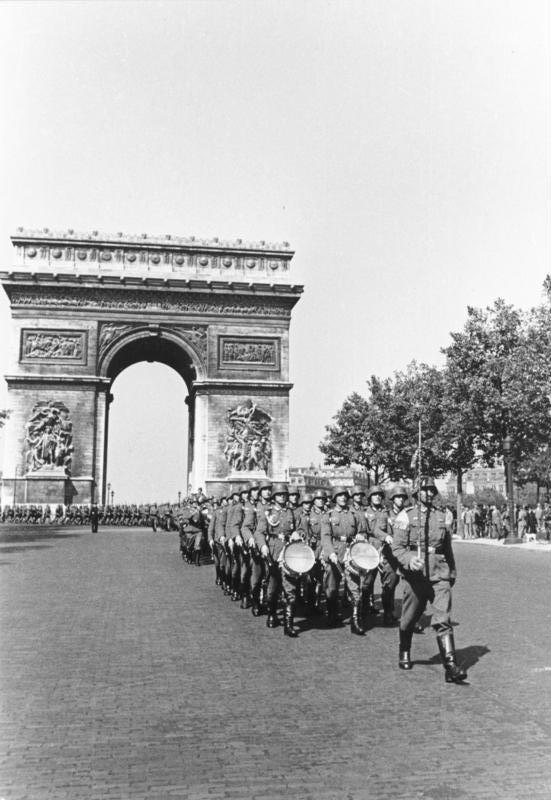
Parade allemande devant l'arc de triomphe de l'Étoile en juin 1940.

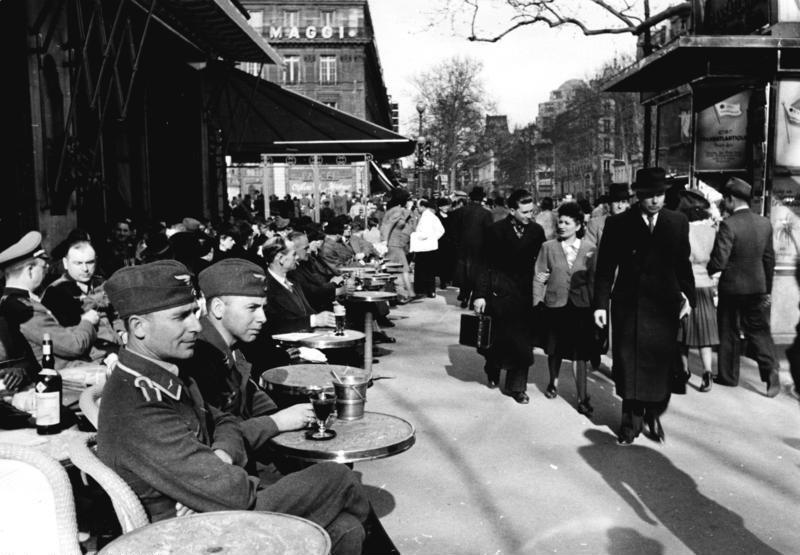
Photo d'une rue parisienne en 1941.

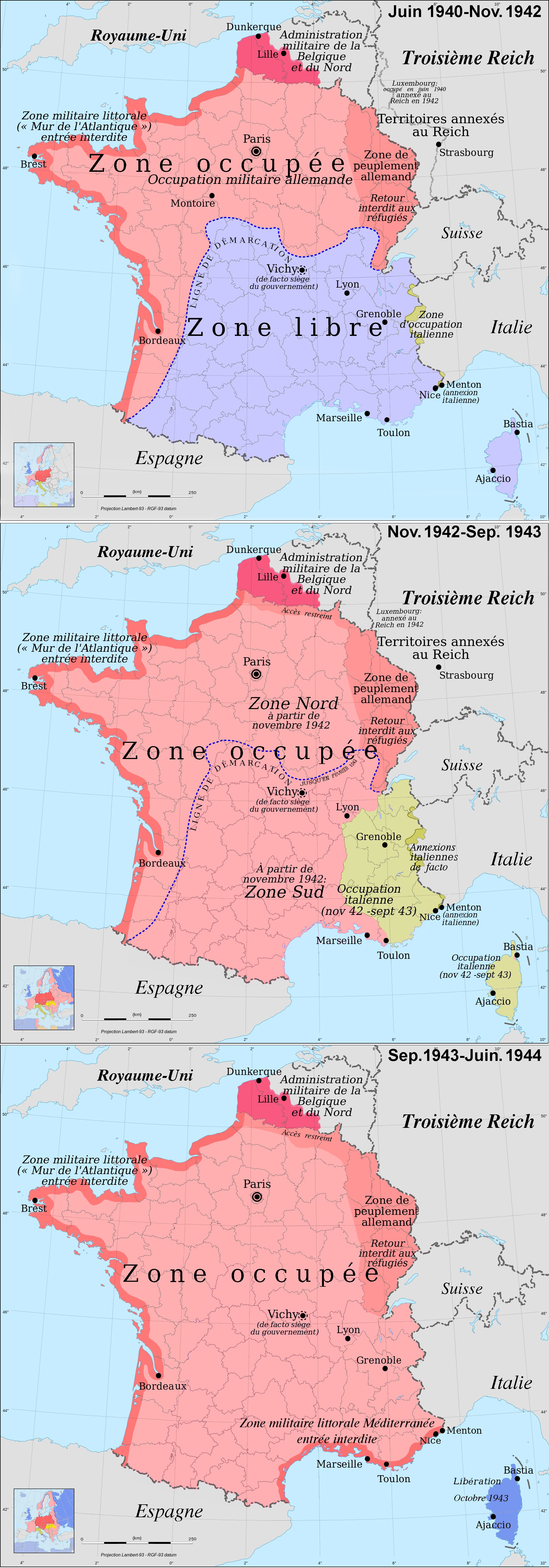
Zones d'occupation en France de 1940 à 1944.

## L'organisation allemande de l'Occupation

### La ligne de démarcation

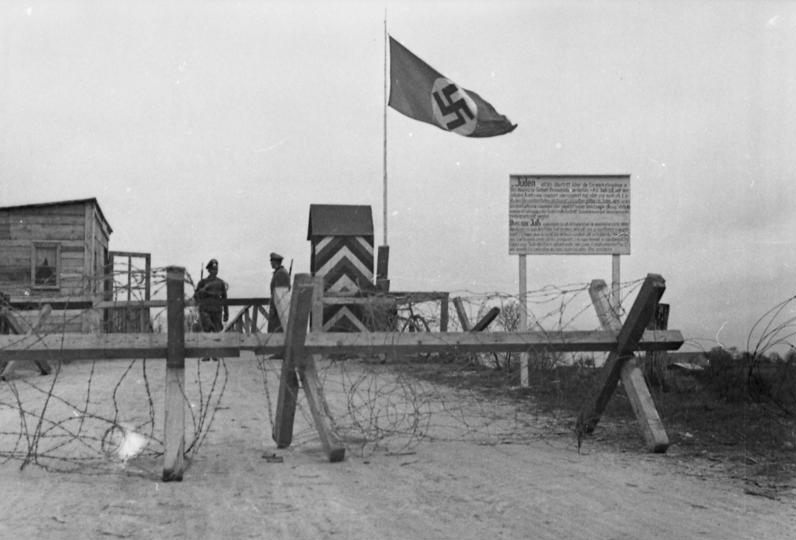
Poste de contrôle allemand sur la ligne de démarcation.

Pour passer de la zone occupée à la zone libre, les Français doivent franchir la ligne de démarcation, véritable « frontière intérieure » gardée par les soldats allemands, soit de façon officielle en obtenant très difficilement un Ausweis (carte d'identité) ou un Passierschein (laissez-passer) auprès des autorités d'occupation ; soit clandestinement par l'intermédiaire d'un « passeur » lié aux nombreux réseaux de résistance.

### Les zones spéciales

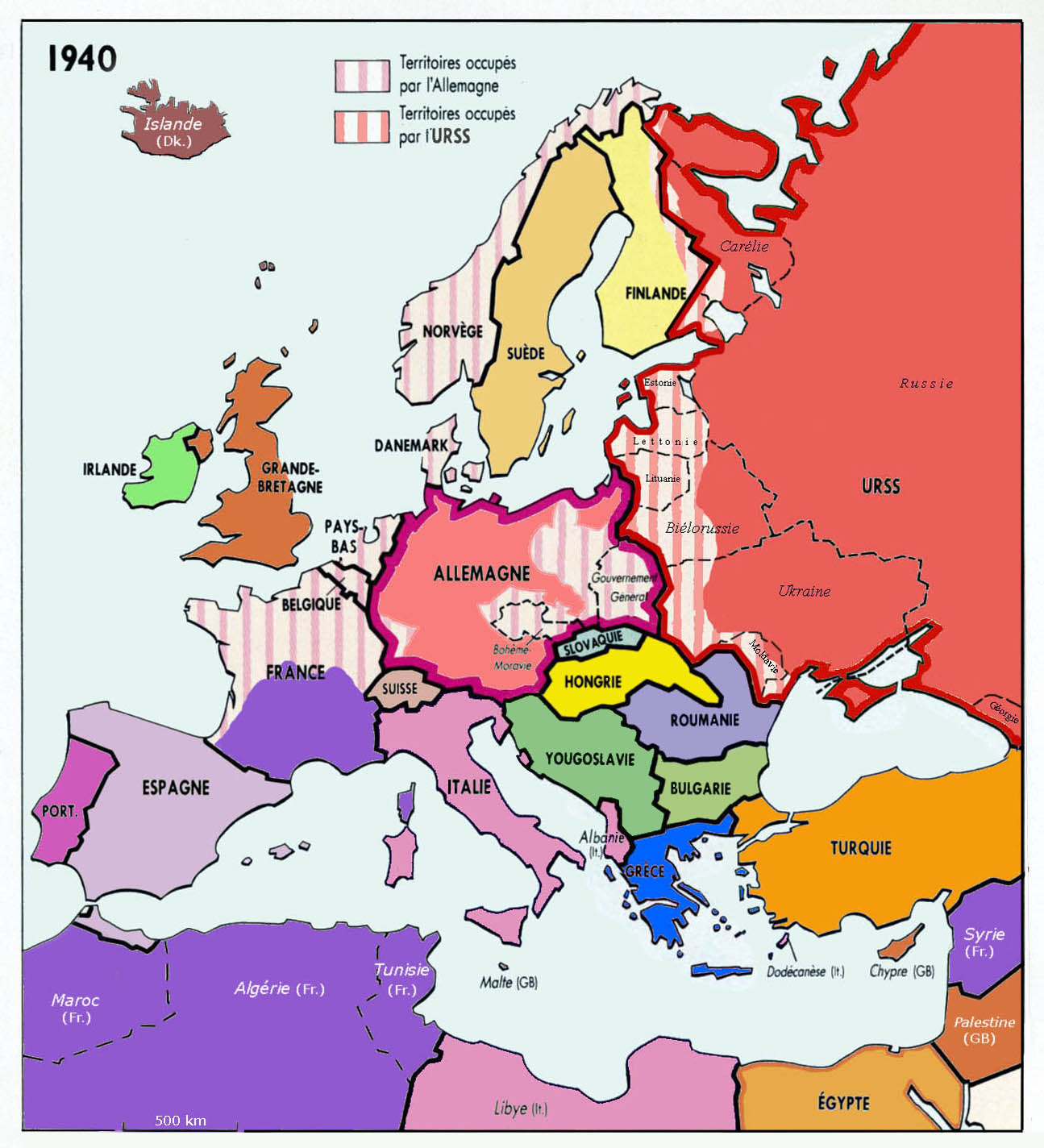
La carte montre la division selon les termes de l’armistice. L’Allemagne annexe l’Alsace et la Lorraine, et occupe le nord et l’est de la France métropolitaine. Le reste de la France, qui inclut l’Afrique du Nord française, est zone non-occupée (en violet), que le maréchal Philippe Pétain gouverne de Vichy.

Très vite, par ailleurs, l'Allemagne viole le traité d'armistice en annexant les départements du Bas-Rhin, du Haut-Rhin et de la Moselle : les départements alsaciens sont alors fusionnés pour former le CdZ-Gebiet Elsass et le département de la Moselle est converti sous la forme du CdZ-Gebiet Lothringen.
Une zone interdite de 15  à   20 km de largeur est mise en place le long des côtes de la Manche et de l'Atlantique de la frontière belge à la frontière espagnole. Elle est soumise à des restrictions pour les gens qui n'y résident pas habituellement ainsi qu'à une liberté de circulation diminuée pour les résidents.
Dans les départements du Nord-Est est définie une zone interdite au retour des gens partis en 1940.

### L'administration de l'Occupation
Dans la zone occupée, les départements du Nord et du Pas-de-Calais relèvent du commandement allemand de Bruxelles (Militärbefehlshaber in Belgien, MBB), les autres du commandement de Paris (Militärbefehlshaber in Frankreich, MBF), avec cinq districts (Bezirke) :
- le Grand Paris (Großparis) ;
- le district A (état-major à Saint-Germain-en-Laye) ;
- le district B (Angers) ;
- le district C (Dijon) ;
- le district de Bordeaux (supprimé en 1942 et rattaché à Angers).

Au-dessous des districts, une Feldkommandantur est installée dans chaque département et une Kreiskommandantur dans un certain nombre de sous-préfectures.

### Troupes d'occupation et forces allemandes de police
Des divergences avaient pu s’exprimer au sujet de l’estimation des forces d’occupation allemandes, notamment entre Robert Paxton et Pierre Laborie, mais une publication de 2011 cosignée de l’historien militaire allemand Peter Lieb et de Robert Paxton semble faire consensus . Ces deux auteurs estiment à 380 000 l’ensemble des effectifs de l’Armée de terre restés en Europe de l’Ouest, c’est-à-dire en Belgique, Pays-Bas et France occupée. En juillet 1942, le chiffre passe à 520 000, soit 29 divisions dont 21 sont stationnées en France sur le territoire dépendant de la MBF, et en juin 1944, il faut compter 1,5 million de militaires allemands en France, surtout groupés sur la façade atlantique. Ces chiffres globaux ne disent rien sur la disparité profonde entre les différentes unités : Il faut distinguer les unités de combat qui n'ont pas vocation à faire du maintien de l'ordre et les troupes qui dépendent de la MBF et qui ont vocation, elles, à assurer la sécurité. Les bataillons territoriaux (Landesschützen) qui dépendent directement de la MBF sont 80 000 au début de 1941, descendent à 35 000 au début de l’été 1942, mais, avec l’invasion de la zone libre, remontent à 55 000 au début de 1943 et à 95 000 à la fin de 1943.
Mais ce n’est pas le rôle de ces unités territoriales de réduire les maquis qui prennent une certaine importance. Ce sera l’affaire de la 157e division de réserve et de la division Brehmen, soit au total quelque 30 000 hommes.
Les forces de police allemandes sont : la Feldgendarmerie (6 000) et la Geheime Feldpolizei (GFP, environ 1 000 personnes), qui a un commissariat dans chaque département, à quoi s'ajoute le service de renseignement de l'armée, l'Abwehr, présent dans les chefs-lieux de district. Dès 1940, une antenne du RSHA ou Sipo-SD dirigée par Helmut Knochen est installée à Paris (20 personnes), contrevenant au traité d'armistice, puisqu'il s'agit d'une force non militaire.
En 1942, vu l'accentuation de la Résistance, la police est réorganisée : la GFP est supprimée et transférée au RSHA ; Helmut Knochen reste chef de la Sipo-SD pour la France, mais au-dessus de lui est nommé Karl Oberg, chef suprême de la SS et de la police. Oberg prend ses fonctions à Paris le 1er juin 1942. C'est à partir de là qu'on peut parler de la présence de la Gestapo en France (Bureau IV de la Sipo-SD). 2 500 policiers de la SIPO et du SD remplacèrent les militaires chargés de la sécurité le 1er juin 1942.

### À partir de novembre 1942
À partir du 8 novembre 1942, les Alliés envahissent l'Afrique du Nord française. Craignant un débarquement dans le Sud de la France, alors encore libre, ainsi que le ralliement de la flotte de cette dernière aux Alliés (ce qui arrivera quand même, à l'exception – majeure – des bâtiments sabordés), Hitler décide, le 11, d'envahir et d'occuper la zone libre. Mussolini se joint à lui et la France est alors totalement occupée, dans la région des Alpes et la Corse par l'Italie et dans tout le reste de la France par l'Allemagne.

## Économie: les pénuries
La vie des Français a d'abord été marquée par les pénuries. Elles s'expliquent par différents éléments :
- la pénurie de main d'œuvre (un million et demi de Français[5]sont prisonniers en Allemagne) et de sources d'énergie (charbon, électricité) affectent la production ;
- les réquisitions allemandes en diminuent la part disponible pour les Français ;
- la désorganisation des transports et le blocus allié aggravent la situation ;
- des locomotives, des camions, des chevaux de trait partaient en grand nombre vers l'Allemagne.

### Le manque de nourriture

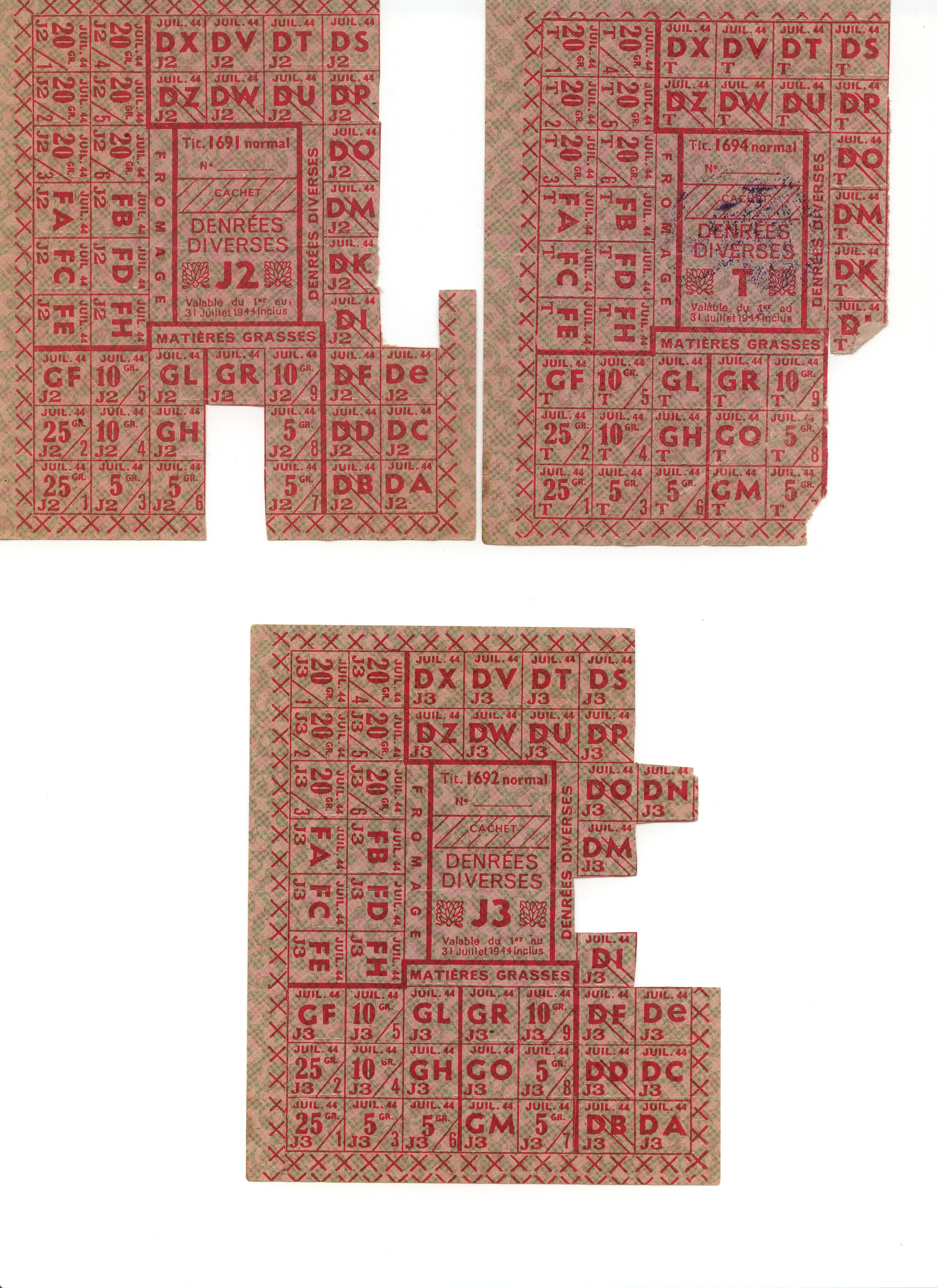
Tickets de rationnement français – J2, J3, T, denrées diverses, juillet 1944.

Les problèmes de ravitaillement touchent rapidement les magasins français qui manquent de tout. Face à ces difficultés de la vie quotidienne, le gouvernement répond en instaurant les cartes de rationnement et autres tickets d'alimentation avec lesquels on pouvait se procurer les produits de première nécessité alimentaire (pain, viande, poisson, sucre, matières grasses, etc.) ou non alimentaires (produits ménagers, vêtements, etc.). Même le tabac et le vin furent rationnés. Chaque Français était classé par catégorie en fonction de ses besoins énergétiques, de l'âge, du sexe et de l'activité professionnelle de la personne. Chacun recevait alors la ration en rapport à la catégorie à laquelle il appartenait.
La faim sévissait surtout en ville et affectait les plus jeunes. Les files d'attente s'allongeaient devant les boutiques qui devaient même parfois fermer sur ordre administratif quelques jours par semaine. À défaut de viande et d'autres aliments, on se nourrissait de légumes peu prisés à l'époque, comme le rutabaga et le topinambour. Les produits tels que le sucre ou le café sont remplacés par des succédanés : les ersatz (comme la chicorée qui remplace le café, la saccharine se substitue au sucre).
Cependant, certains Français (souvent commerçants) tiraient parti du marché noir pour vendre des aliments sans tickets mais à des prix très élevés. Les vols et le troc étaient aussi des pratiques fréquentes durant cette période de privations et d’abstinence forcée. Des petits métiers et profiteurs apparaissent : la queutière se faisait payer pour remplacer une mère dans la file d'attente, quand d'autres — concierges surtout — louaient un coin de cave à proximité d'un commerce.
La manifestation de la rue de Buci du 31 mai 1942 est une tentative de la Résistance pour lutter contre ce rationnement.

### Le manque de matières premières
En 1939, la consommation de carburant en France était de 3 millions de tonnes, tandis que la production métropolitaine était de 50 000 tonnes. Après l'armistice du 22 juin 1940, il ne restait que 200 000 tonnes en réserve. La mise en service de gazogènes permit la réduction de la consommation, durant l'Occupation allemande, à environ un quart de celle avant-guerre.
Là aussi, des ersatz remplacèrent plusieurs produits devenus rares : le gazogène à la place de l'essence, le buna en remplacement du caoutchouc… Le cuir faisant également défaut, les semelles des chaussures étaient en bois.

### Les finances
La Convention d'armistice franco-allemande signée le 22 juin 1940 prévoyait, en son article 18, les stipulations suivantes : « les frais d'entretien des troupes d'occupation allemandes sur le territoire français seront à la charge du gouvernement français ». La somme journalière est fixée à 400 millions de francs. En janvier 1941, elle est ramenée à 300 millions, soit 109 milliards portés au service de la dette à la fin de l'année 1941. En 1942, le Trésor public émet une note évaluant à 285,5 milliards de francs le montant des paiements effectués en direction de l'Allemagne, à savoir : 109,5 milliards de frais d’occupation, 6 milliards de frais de logement, 50 milliards d'avance pour la compensation et 120 milliards de dépenses de services financiers.
Les premières conséquences de cette charge exorbitante sont une augmentation des prix alimentaires (multipliés par 4 entre 1940 et 1943).

### Les transports
L'occupant réquisitionne les locomotives, les camions, les chevaux et la production de camions des usines françaises partait presque en totalité vers l'Allemagne.

## La continuation de la guerre
Malgré l’armistice, la guerre continue, et l’armée allemande présente en France est la cible des Alliés.

### Les bombardements

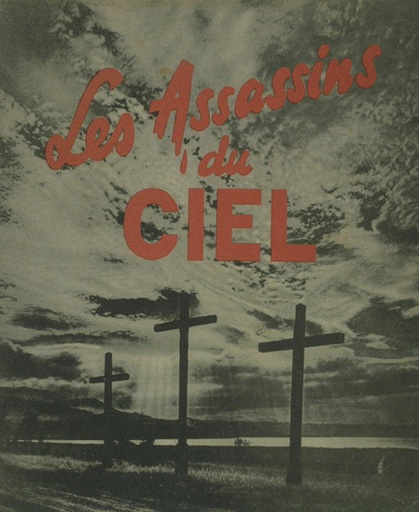
Brochure de propagande vichyste Les Assassins du ciel relatant les bombardements britanniques et américains sur Rennes, du 18 juin 1940 au 4 avril 1943 - Musée de Bretagne

Avec entre 57 000 et 60 000 victimes et 520 000 tonnes de bombes déversées, la France est, après l'Allemagne, le second pays le plus touché par les bombardements alliés de 1940 à 1945 sur le Front de l'Ouest. Ceux-ci sont particulièrement intenses entre mars et août 1944, avec la préparation, l'exécution, et le prolongement de l'opération Overlord, avec en particulier le bombardement du 26 mai 1944, visant plusieurs villes de l'ex-zone libre, puis le bombardement de Normandie avant le jour-J et pendant la bataille qui suit.

### Le couvre-feu et la défense passive
Afin de tenter de prémunir au maximum la population des bombardements, la défense passive prend de nombreuses mesures de protection notamment par l'instauration d'un couvre-feu.
Ainsi, l'organisation fournissait aux habitants des tissus de coton bleu marine qui permet d'occulter les fenêtres si on ne peut fermer les volets. Il existe aussi une peinture occultante bleue destinée aux surfaces vitrées qui ne pouvaient être occultées par des rideaux : puits de jour, vasistas, verrières... Dans les trains, les ampoules sont peintes en bleu. Tout ceci afin d'empêcher les bombardiers alliés de pouvoir facilement repérer leurs cibles la nuit tombée.
Des sirènes d'alerte aux populations annoncent préalablement l'approche des escadrilles de bombardiers, ce qui permet aux civils de se réfugier dans des abris souterrains (caves, métro…).
L'autre effet du couvre-feu est de tenter de limiter les activités clandestines liées notamment à la résistance (sabotage, parachutage…) qui ont lieu souvent la nuit. Ainsi, les sorties nocturnes sans autorisation sont interdites sous peine d'arrestation.

## Le STO
Pour contenter les besoins de main-d'œuvre du Troisième Reich dont les soldats se trouvent au front ou dans les territoires occupés, le régime de Vichy doit fournir à l'occupant 150 000 ouvriers qualifiés nécessaires au bon fonctionnement de l'industrie de guerre allemande, contre la libération de 50 000 prisonniers de guerre français retenus en Allemagne. Une propagande est donc instaurée, comme celles glorifiant le « sacrifice » du soldat allemand devenu l’ultime rempart contre le bolchévisme (« Ils donnent leur sang - Donnez votre travail pour sauver l'Europe du bolchévisme » dit une célèbre affiche de l’époque incitant les candidats à partir travailler volontairement outre-Rhin). Cette « relève » s'étant soldée par un échec, le régime de Vichy utilise alors la contrainte en instituant le STO : « Service du travail obligatoire » à la place du service militaire, ce qui conduit de nombreux jeunes réfractaires à rejoindre les maquis.

## L'école
Les enfants doivent chanter Maréchal, nous voilà ! Le portrait de Philippe Pétain trône sur les murs des classes, créant ainsi un culte de la personnalité en la personne du maréchal. La propagande est présente jusque dans l'éducation pour former les jeunes aux idées du nouveau régime de Vichy.
Cependant, contrairement à d'autres pays occupés, comme la Pologne où les élites enseignantes sont liquidées, il n'y a pas de reprise en main idéologique, comme des mutations ou des emprisonnements d'enseignants, sauf en ce qui concerne les enseignants juifs, francs-maçons, communistes, résistants, dont bon nombre sont révoqués, ou emprisonnés et, pour certains d'entre eux, exécutés. Globalement, les programmes ne sont pas modifiés, à part en histoire où sont mis en lumière les évènements et personnages ayant trait à la lutte contre l'Angleterre : Jeanne d'Arc, Surcouf, Du Guesclin, batailles terrestres et combats navals victorieux…
Dans le secteur privé catholique, de nombreux chefs d'établissements cachent des enfants juifs en les scolarisant jusqu'à la fin de la guerre.

## Les populations victimes de discriminations et persécutées

### Les Juifs
Dès le début de l’occupation, le régime de Vichy qui est désireux de garder le contrôle de l'administration des Juifs français, édicte un statut des Juifs assez proche de celui pris en zone occupée par les Allemands. En particulier, il les oblige à se faire recenser, leur interdit de travailler dans certains secteurs sensibles comme la presse, la fonction publique, l'enseignement… Quelques-uns sont laissés en fonction avec un emploi contractuel, ou reclassés dans des services moins visibles. Le port de l'étoile jaune ne leur est pas imposé, mais tous les papiers d'identité doivent porter la mention « JUIF », « un tampon à l'encre rouge de 1,5 centimètre de large sur 3,5 de long ». De plus, on retire la nationalité française aux naturalisés depuis 1928, ce qui permet de déclarer « apatrides » ces ex-Français.
En zone occupée, les lois allemandes obligent les Juifs à porter l'étoile jaune. À Paris, ils sont également contraints d’emprunter la dernière voiture du métro.
Puis, les rafles organisées par les services et les forces allemandes, avec l'aide de la police française, se succèdent, d'abord en zone occupée, puis en 1942 en zone libre après l'invasion de celle-ci par les forces d'occupation allemande. Au total, 75 000 Juifs, soit le quart de la population israélite présente en France à la veille de la guerre, disparaissent dans les camps de la mort nazis.

### L'internement des « nomades »

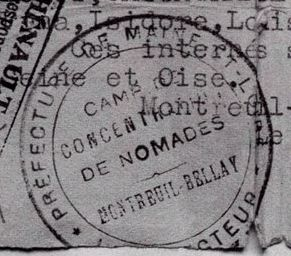
Tampon du « camp de concentration de nomades » de Montreuil-Bellay, 23 janvier 1943.

### Les groupements de travailleurs étrangers
Les étrangers ou naturalisés récents, toujours indésirables pour le gouvernement (selon la catégorie créée par la Troisième République), sont regroupés dans des camps d’internement ou assignés à résidence. Certains doivent travailler dans les groupements de travailleurs étrangers.

## La Résistance

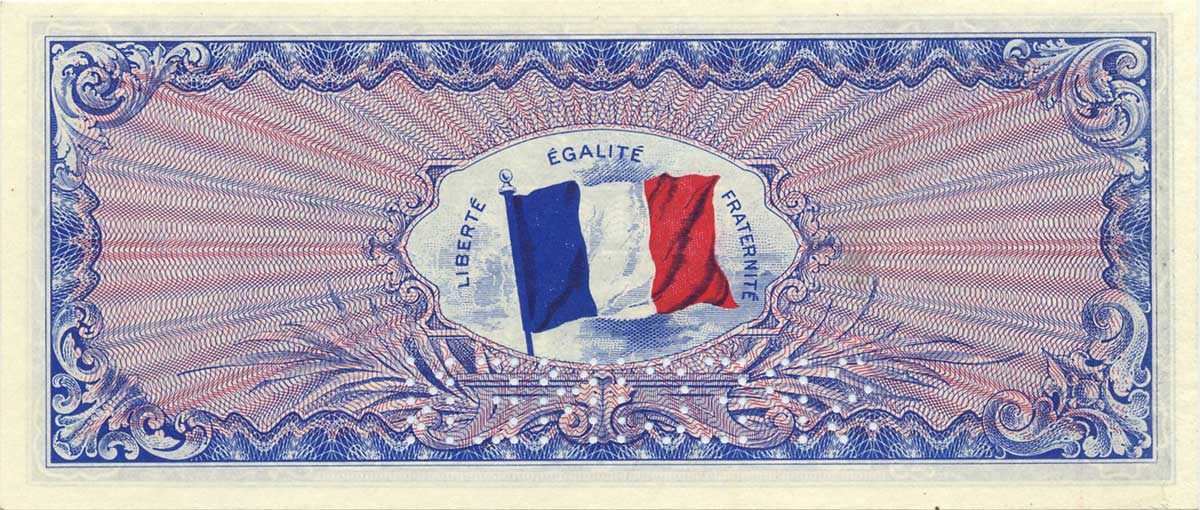
5000 francs au revers présentant le drapeau tricolore, 1944.

Lors de la signature de l'armistice, certains Français répondent à l’appel du 18 juin lancé par le général de Gaulle sur les ondes de la BBC appelant à l’organisation de la Résistance. Beaucoup d’entre eux sont contraints d’opter pour la clandestinité afin de continuer leurs activités qui revêtaient plusieurs formes :
- recueil et transmission de renseignements ;
- sabotage (voies ferrées, lignes téléphoniques, etc.) ;
- assassinat d’officiers et de soldats allemands, ainsi que de collaborateurs ;
- soutien logistique aux aviateurs alliés parachutés ;
- organisation de filières d’évasion ou de passage des frontières (y compris la Ligne de démarcation) ;
- fabrication de faux papiers ;
- édition de journaux clandestins.

Le lien entre la France libre et la résistance intérieure se fait par le biais d’émissions de radio émises par la BBC (Radio Londres), comme « Les Français parlent aux Français » (diffusant des messages codés) ou « Honneur et Patrie ».

## La collaboration
Des Français choisissent de collaborer avec l'ennemi, des écrivains, des chanteurs, des acteurs et hommes politiques rejoignent ce camp.

## Journaux et radios
La plupart des journaux sont contrôlés par les services de la censure, quelques journaux clandestins arrivent à être publiés et distribués sous le manteau, d'autres journaux choisissent ouvertement la collaboration, écrivant une page noire de l'histoire de la presse écrite. Lors de la défaite, le journal Le Figaro devant la progression allemande, comme le gouvernement, replie sa rédaction à Bordeaux, puis la déplace en zone non-occupée : à Clermont-Ferrand du 1er juillet au 30 août 1940, avant enfin de l'installer à Lyon. Il suspend définitivement sa parution lors de l'occupation de la cette zone « libre » par les Allemands, en novembre 1942.
La radio est aussi contrôlée par le régime de Vichy (Radio-Paris, la Radiodiffusion nationale dont Radio Vichy), il n'y a pas d'émetteurs clandestins (installation trop lourde à mettre en place et trop facilement repérable). Le contrôle de l'édition se réalise aussi au travers de la répartition du peu de papier disponible au travers du Comité d'organisation des industries, arts et commerces du livre (COIACL).
Parallèlement à ce contrôle des médias, le régime de Vichy met en place en novembre 1940 le SCT, Service des contrôles techniques (descendant du Cabinet noir) comptant jusqu'à 5 000 fonctionnaires chargés de surveiller les Français de la zone libre à travers leurs correspondances et leurs communications téléphoniques.

### Ouvrages fondamentaux
- Philippe Burin, La France à l'heure allemande 1940-1944, Le Seuil, coll. « Points-Histoire », 1995, 576 p. (ISBN 9782020183222).
- Jean-Luc Leleu (dir.), Françoise Passera (dir.), Jean Quellien (dir.), Michel Daeffler (cartographie) et Guillaume Balavoine (cartographie) (préf. Jean-Pierre Azéma), La France pendant la Seconde Guerre mondiale : atlas historique, Paris, Fayard Ministère de la défense, 2010, 333 p. (ISBN 978-2-213-65461-4, OCLC 608623712).
- Jean-Pierre Azéma, Nouvelle histoire de la France contemporaine, vol. 14 : De Munich à la Libération, 1938-1944, Paris, Éditions du Seuil, coll. « Points. Histoire » (no 114), 1979, 412 p. (ISBN 2-02-005215-6, présentation en ligne).

### Ouvrages généraux
- Henri Amouroux, La vie des français sous l'occupation, Fayard, coll. « J'ai Lu », 1961, 376 p. (OCLC 230329815)
- Henri Amouroux, La Grande Histoire des Français sous l'Occupation, 10 volumes, Éditions Robert Laffont, Paris, 1975-1993.
- Jean-Pierre Azéma, Francois Bédarida (dir.): 1938-1948. Les années de tourmente de Munich à Prague, Paris 1995, Flammarion,  (ISBN 2-08-211552-6).
- Philippe Burrin, La France à l'heure allemande : 1940-1944, Paris, Éditions du Seuil, coll. « Univers historique », 1997, 559 p. (ISBN 978-2-02-018322-2, OCLC 797537596) (édition de poche, 1997).
- Julian Jackson (trad. de l'anglais par Pierre-Emmanuel Dauzat), La France sous l'Occupation, 1940-1944 [« France : The Dark Years, 1940-1944 »], Paris, Flammarion, 2004, 853 p. (ISBN 2-08-210108-8).
- Pierre Laborie, Les Français des années troubles : de la guerre d'Espagne à la libération, Paris, Éditions Desclée de Brouwer, coll. « Histoire », 2001 (réimpr. 2003), 265 p. (ISBN 978-2-220-04900-7, OCLC 237669479)
- Pierre Laborie, Les Français sous Vichy et l'Occupation, Toulouse, Milan, coll. « @Essentiels » (no 225), 2003, 63 p. (ISBN 978-2-7459-0800-1, OCLC 265035061)
- Henry Rousso, Les Années noires : vivre sous l'Occupation, Paris, Éditions Gallimard, coll. « Découvertes / Histoire » (no 156), 1992, 192 p. (ISBN 978-2-07-053217-9, OCLC 180171002)

### Thématiques particulières
- Éric Alary, Nouvelle histoire de l'occupation, Éditions Perrin, 2019, 417 p. (ISBN 978-2-262-07956-7, lire en ligne) .
- Olivier Barrot et Raymond Chirat, La vie culturelle dans la France occupée, Paris, Gallimard, coll. « Découvertes » (no 548), 2009, 159 p. (ISBN 978-2-07-035821-2, OCLC 495405595).
- Célia Bertin, Femmes sous l'Occupation, Paris 1993, Stock,  (ISBN 9-782234042704).
- Paul Brenneur, « Les nécropoles soviétiques en Lorraine », dans Le Pays lorrain, 86e année, 1989, no 1, p. 48-58 (lire en ligne).
- Stéphanie Debray, La vie culturelle sous l'Occupation, Paris, Éditions Perrin, 2005, 407 p. (ISBN 978-2-262-01758-3, OCLC 638818764).
- Cécile Desprairies, Voyage à travers la France occupée, 1940-1945, PUF, 2023, 1120 p.
- Jean Eparvier, À Paris sous la botte des nazis, Paris, Éditions Raymond Schall, 1944, 29 p[12].
- Pascal Fouché, L’édition française sous l’Occupation (1940-1944), L'édition contemporaine, 1987 (présentation en ligne)
- Andrew Knapp (trad. de l'anglais), Les Français sous les bombes alliées : 1940-1945, Paris, Tallandier, 2014, 591 p. (ISBN 979-10-210-0461-0, OCLC 911138224).
- Pierre Laborie, L'opinion française sous Vichy, Paris, Seuil, coll. « L'Univers Historique », 1990, 405 p. (ISBN 978-2-02-012072-2, OCLC 878657020).
- Aurélie Luneau, Jeanne Guérout et Stefan Martens (trad. de l'allemand), Comme un Allemand en France : lettres inédites sous l'Occupation, 1940-1944, Paris, L'Iconoclaste, 2016, 300 p. (ISBN 979-10-95438-20-5, OCLC 959918067).
- Ahlrich Meyer, « L'occupation allemande en France », dans Stephan Martens (dir.), La France, l'Allemagne et la Seconde Guerre mondiale : quelles mémoires ?, Pessac, Presses universitaires de Bordeaux, coll. « Crises du XXe siècle », 2007, 288 p. (ISBN 978-2-86781-432-7), p. 163-185.
- Christian Chevandier et Jean-Claude Daumas (dir.), Travailler dans les entreprises sous l’Occupation, Besançon, Presses universitaires de Franche-Comté, coll. « Les Cahiers de la MSHE Ledoux », 2008 (ISBN 978-2-84867-815-3, DOI 10.4000/books.pufc.26079 , lire en ligne).
- Olivier Sierra, L'Ouest occupé : 1940-1944 : photographies privées inédites, Bayeux, OREP éditions, 2017, 431 p. (ISBN 978-2-8151-0341-1, OCLC 999880019).

### En anglais
- (en) Thomas J. Laub, After the Fall : German Policy in Occupied France, 1940-1944, New York, Oxford University Press, 2010, XVII-330 p. (ISBN 978-0-19-953932-1, lire en ligne).
- (en) Robert Gildea, Marianne in chains : daily life in the heart of France during the German occupation, New York, Picador/Metropolitan Books, 2004, 507 p. (ISBN 978-0-312-42359-9, OCLC 55677492)
- Robert Paxton, La France de Vichy 1940-1944 [« Vichy France Old guard and new ordre, 1940-1944 »], Paris, Éditions du Seuil, coll. « Points Histoire », 1997, 475 p. (ISBN 978-2-02-039210-5, OCLC 255648941).

### En allemand
- Florence Hervé, Martin Graf: Oradour. Geschichte eines Massakers / Histoire d'un massacre, Köln 2014,  (ISBN 9783-89438-554-5). (aussi en français)
- Florence Hervé, Martin Graf: Natzweiler-Struthof. Ein deutsches Konzentrationslager in Frankreich / Un camp de concentration allemand en France, Köln 2015,  (ISBN 978-3-89438-597-2).
- (de) Eberhard Jäckel, Frankreich in Hitlers Europa – Die deutsche Frankreichpolitik im Zweiten Weltkrieg, Deutsche Verlag-Anstalg GmbH, Stuttgart, 1966 ; traduction : La France dans l'Europe de Hitler (préface de Alfred Grosser, traduction de Denise Meunier), Fayard, coll. « Les grandes études contemporaines », 1968, 554 p.
- (de) Peter Lieb, Konventioneller Krieg oder NS-Weltanschauungskrieg ? : Kriegführung und Partisanenbekämpfung in Frankreich 1943/44, Munich, R. Oldenbourg, coll. « Quellen und Darstellungen zur Zeitgeschichte » (no 69), 2007, X-631 p. (ISBN 978-3-486-57992-5 et 3-486-57992-4, présentation en ligne).

### Témoignages et œuvres de fiction
- Marcel Aymé, Uranus (1948), roman sur les derniers mois de l'Occupation.
- Jean-Louis Bory, Mon village à l'heure allemande, roman, prix Goncourt 1945.
- Jean-Louis Curtis, Les Forêts de la nuit, roman, prix Goncourt 1947, sur les derniers mois de l'Occupation.
- Jean Dutourd, Au bon beurre, roman satirique qui traite des problèmes de pénurie alimentaire.
- Irène Némirovsky, Suite française 2004, Prix Renaudot 2004
- Gertrude Stein, Les Guerres que j'ai vues, sur la vie de Gertrude Stein réfugiée dans un village du Bugey pendant l'Occupation.
- Vercors, Le Silence de la mer, 1942, nouvelle.
- Léon Werth, Déposition. Journal 1940-1944, Paris, Grasset 1946, rééd. Paris, V. Hamy, 992 (avec une préface de Jean-Pierre Azéma).
- Georges Mathieu, La Sorbonne en guerre (1940-1944) suivi de Journal de la Libération de Versailles, Paris, L’Harmattan, 2011. Témoignage d’un professeur à la Sorbonne, Versaillais, mort en 1948, mais publié seulement récemment.
- César Fauxbras, Le théâtre de l'occupation : journal, 1939-1944, Paris, Allia, 2012, 222 p. (ISBN 978-2-84485-430-8, OCLC 795448011).
- Jacques Nougier, Histoires de Jef ou Les marrons d'Inde du Maréchal, Marseille, Libres d'écrire, 2016, 209 p. (ISBN 978-2-37692-000-7, OCLC 993102014)

## Filmographie

### Documentaires
- Le Temps des doryphores (1967), documentaire réalisé par Dominique Rémy et Jacques de Launay
- Tu moissonneras la tempête (1968), documentaire réalisé par Raymond Léopold Bruckberger
- Le Chagrin et la Pitié, documentaire de Marcel Ophüls (1969), sur la vie des Français sous l'Occupation allemande, qu'ils soient résistants, simples profiteurs, pétainistes, ou collaborateurs.
- La Guerre d'un seul homme (1982, documentaire réalisé par Edgardo Cozarinsky à partir des « journaux parisiens » d'Ernst Junger
- L'Œil de Vichy, documentaire réalisé par Claude Chabrol (1993), à partir d'extraits de la propagande du régime de Vichy.

### Œuvres de fiction
- Le Silence de la mer, film de Jean-Pierre Melville (1947), d'après la nouvelle de Vercors, avec Nicole Stephane et Howard Vernon.
- La Traversée de Paris, film de Claude Autant-Lara (1956), avec Jean Gabin et Bourvil.
- La Ligne de démarcation, film de Claude Chabrol (1966).
- Le Vieil Homme et l'Enfant, film de Claude Berri (1967), d'après ses propres souvenirs, avec Michel Simon.
- L'Armée des ombres, film de Jean-Pierre Melville (1969).
- Lacombe Lucien, film de Louis Malle (1974).
- Le Vieux Fusil, film de Robert Enrico (1975).
- Le Dernier Métro, film de François Truffaut (1980).
- Au revoir les enfants, film de Louis Malle (1987).
- Uranus, film de Claude Berri (1990), d'après le roman de Marcel Aymé, avec Gérard Depardieu, Jean-Pierre Marielle et Philippe Noiret.
- Monsieur Batignole, film de Gérard Jugnot (2002), avec Gérard Jugnot et Jules Sitruk.
- Suite française (2014), inspiré du roman du même nom d'Irène Némirovsky. Il offre un point de vue féminin sur la Seconde Guerre mondiale et l'Occupation.